# Marais de la Fossilière
Le marais de la Fossilière ou marais de la Foisilière est un site naturel situé à l’ouest de la commune d’Échalot, dans le département de la Côte-d'Or en France.

## Description
Le site est un marais tufeux du Châtillonnais situé dans une combe boisée de la forêt de la Fossilière.

## Statut
Le site est classé Zone naturelle d'intérêt écologique, faunistique et floristique de type I, sous le numéro régional n°10140000. 
Les marais tufeux du Châtillonnais sont classés Sites d'Importance Communautaire Natura 2000. 

### Flore
La flore comporte des espèces boréales rares et protégées : le Choin ferrugineux (Schoenus ferrugineus), la Swertie pérenne (Swertia perennis).